# Коэн, Порки
Залман Мартин «Порки» Коэн (англ. Zolman Martin «Porky» Cohen; 24 июня 1924 года, Спрингфилд, Массачусетс, США  — 14 апреля 2004 года, Провиденс, Род-Айленд, США) — американский тромбонист, автор песен. Номинант Грэмми в номинации «Лучшая запись традиционного блюза» (1983, 1984) . Номинант Blues Music Awards в номинации «Блюзовый инструменталист — иной/Тромбон» (1997) .

## Биография
Родился в Спрингфилде, Массачусетс в 1924 году. В 1926 году семья переехала в Провиденс. В 13 лет получил в подарок от брата тромбон. 
Своё прозвище «Порки» (рус. Porky, cвинина) получил ещё в детстве от друзей, так как был неразлучен со своим двоюродным братом Солом Файнштейном, который носил прозвище «Бинс» (рус. Beans, бобы). Прозвище родилось из-за надписи на банке консервов Campbell «Porkchop & Beans» . 
Начал выступать в 15-летнем возрасте в клуюе, и в то время учился у Миффа Мола. С 1942 года начал играть в составе биг-бендов, сначала гастролировал с Бенни Гудменом, затем стал работать с оркестром Чарли Барнета, где часто выступал в качестве солиста. Затем последовали выступления с Тони Пастором и оркестром «Casa Loma» Гленна Грея, а в 1948 году, когда сегрегация была правилом даже в джазовом и блюзовом мире, он был одним из немногих белых музыкантов, выступавших со свинговым оркестром Лаки Миллиндера, группой, в которой начал в частности свою карьеру Винони Харрис. Также затем выступал с . Впервые записался с Чарли Барнетом ещё в 1944 году. 
После женитьбы в 1950 году, отклонив предложение отправиться в турне по Европе с Дюком Эллингтоном , переехал в Род-Айленд, устроился на постоянную работу. Также продолжал выступления как в составе диксиленд-группы The Jewels of Dixie (и оставался в ней 25 лет), так и сольно, но ограничив свою исполнительскую карьеру местными концертами в Род-Айленде и юго-восточной Новой Англии. Вместе с тем, продолжал до конца 1950-х записываться как сессионный музыкант со многими исполнителями, в их числе например Чарли Барнет, Арти Шоу и Пи Ви Рассел.
В 1979 году присоединился к джамп-блюзовой группе Roomful of Blues, и записал с ней несколько альбомов, два из которых были номинированы на Грэмми. В 1987 году оставил группу, вернувшись до конца жизни к местной сцене, выступал в группе Swingtime и как сайдмен с другими коллективами. В 1996 году, в 72-летнем возрасте, выпустил свой единственный сольный альбом, но при поддержке всё тех же Roomful of Blues, в результате чего был номинирован в 1997 году на премию Blues Music Awards в номинации «Блюзовый инструменталист — иной/Тромбон».  
Умер 14 апреля 2004 года в Провиденсе от осложнений инсульта 
Боб Белл, долгое время руководивший Roomful of Blues, сказал что Порки Коэн был «единственным музыкантом, который выступал и с WC Handy, и со Стиви Рэем Воном» 

## Дискография

### Соло
- 1996: Rhythm & Bones (Bullseye Blues)

### В составе Roomful of Blues
- 1981 Hot Little Mama! (Blue Flame; Ace; Varrick)
- 1982 Eddie «Cleanhead» Vinson & Roomful of Blues (Muse Records), с Эдди Винсоном
- 1983 Blues Train (Muse; Rockbeat), с Биг Джо Тёрнером, специальный гость Dr. John
- 1984 Dressed Up To Get Messed Up (Varrick; Demon Music Group)
- 1986 Glazed (Black Top Records)  с Эрлом Кингом